# ГЕС Розана
ГЕС Розана (порт. Usina Hidrelétrica de Rosana) — гідроелектростанція на сході Бразилії на межі штатів Сан-Паулу та Парана. Знаходячись після ГЕС Такуарусу, становить нижній ступінь у каскаді на річці Паранапанема, лівій притоці Парани.
У межах проєкту Паранапанему перекрили комбінованою бетонною та земляною греблею висотою 36 метрів та довжиною 2668 метрів (у тому числі 328 метрів бетонна ділянка). Ця споруда утримує витягнуте по долині річки на 116 км водосховище з площею поверхні 220 км2 та об'ємом 1942 млн м3 (корисний об'єм 407 млн м3), в якому можливе операційне коливання рівня поверхні між позначками 256 і 258 метрів НРМ (максимальний рівень на випадок повені лише ненабагато більший — 285,1 метра НРМ).
Зі сховища вода подається до інтегрованого у греблю машинного залу, обладнаного чотирма турбінами типу Каплан потужністю по 93 МВт, що працюють при напорі у 17 метрів.